# Atypus
Atypus es un género de arañas migalomorfas de la familia Atypidae que comprende especies de aspecto robusto y de tamaño medio. Ocupan un nido de seda tubular y cerrado, situado en su mayor parte debajo del nivel del suelo.

## Características
Las principales diferencias radican en la articulación de los quelíceros y en la presencia de dos pares de filotraqueas (la mayoría de las arañas araneomorfas sólo tienen un único par). Los queliceros son más macizos que el resto de las especies europeas, están articulados siguiendo el eje del cuerpo en tanto que los de los otros subordenes se arculan formando siempre un ángulo, más o menos acusado, con respecto al eje del cuerpo.

## Nido y alimentación
Los atípidos escarban un agujero profundo en tierra blanda o en detritos que posteriormente revisten de un tubo grueso de seda. La longitud de la parte subterránea del nido varia de 10 a 50 cm, la porción aérea del tubo de seda tiene una longitud de 5 a 12 cm y está recubierta de partículas del suelo, de manera que pasa inadvertido. Cuando una presa potencial camina sobre el tubo, la araña sale disparada hacia la parte superior y, atravesando el tubo, clava sus quelíceros a la presa. Posteriormente el tubo es cercenado y la presa arrastrada hacia el interior.

## Reproducción
En otoño, los adultos machos atípidos abandonan sus nidos, y se dedican a buscar los tubos de las hembras. Cuando encuentran uno, las patas anteriores y los pedipalpos tamborilean sobre el tubo. Si el macho no es rechazado, rasga el tubo y entra. El macho y la hembra vivirán juntos unos meses durante el invierno, cuando el macho envejece y muere es comido por su pareja. La hembra pone los huevos en el interior de un saco, que está unido a la parte superior de la cámara. La eclosión es a finales del verano. Los jóvenes permanecen en el tubo con la madre hasta inicios de la primavera del año siguiente; en esta época pueden observarse abandonando el tubo arrastrando gruesas bandas de seda a medida que trepan por la vegetación baja y se dispersan. 

## Especies
Se conocen 29 especies de Atypus, de las que sol tres viven en Europa:
- Atypus affinis Eichwald, 1830 — Gran Bretaña a Ucrania, Norte de África
- Atypus baotingensis F. Li, Xu, Z. T. Zhang, Liu, H. L. Zhang & D. Q. Li, 2018
- Atypus baotianmanensis Hu, 1994 — China
- Atypus coreanus Kim, 1985 — Corea
- Atypus dorsualis Thorell, 1897 — Birmania, Tailandia
- Atypus flexus Zhu et al., 2006 — China
- Atypus formosensis Kayashima, 1943 — Taiwán
- Atypus heterothecus Zhang, 1985 — China
- Atypus javanus Thorell, 1890 — Java
- Atypus karschi Dönitz, 1887 — China, Taiwán, Japón
- Atypus lannaianus Schwendinger, 1989 — Tailandia
- Atypus largosaccatus Zhu et al., 2006 — China
- Atypus ledongensis Zhu et al., 2006 — China
- Atypus magnus Namkung, 1986 — Rusia, Corea
- Atypus medius Oliger, 1999 — Rusia
- Atypus muralis Bertkau, 1890 — Europa central a Turkmenistán
- Atypus pedicellatus Zhu et al., 2006 — China
- Atypus piceus (Sulzer, 1776) — Europa a Moldavia, Irán
- Atypus quelpartensis Namkung, 2002 — Corea
- Atypus sacculatus Zhu et al., 2006 — China
- Atypus sinensis Schenkel, 1953 — China
- Atypus snetsingeri Sarno, 1973 — EUA
- Atypus sternosulcus Kim et al., 2006 — Corea
- Atypus suiningensis Zhang, 1985 — China
- Atypus suthepicus Schwendinger, 1989 — Tailandia
- Atypus sutherlandi Chennappaiya, 1935 — India
- Atypus suwonensis Kim et al., 2006 — Corea
- Atypus tibetensis Zhu et al., 2006 — China
- Atypus wataribabaorum Tanikawa, 2006 — Japón
- Atypus yajuni Zhu et al., 2006 — China